# Francisco Arízaga Luque
Francisco Arízaga Luque (Barranco, 6 de febrero de 1900 - Guayaquil, 22 de octubre de 1964) fue un abogado y político ecuatoriano nacido en Perú que formó parte de la Junta Provisional de Gobierno que gobernó Ecuador entre julio de 1925 y enero de 1926.

## Biografía
Nació el 6 de febrero de 1900 en Barranco, Perú, donde sus padres fueron exiliados por el régimen de Eloy Alfaro. Realizó sus estudios secundarios en los colegios Cristóbal Colón y Vicente Rocafuerte y los superiores en la Universidad de Guayaquil, donde obtuvo el título de abogado.
Luego de la Revolución Juliana en que se derrocó al presidente Gonzalo Córdova, integró la Primera Junta Provisional de Gobierno, que gobernó el país entre el 10 de julio de 1925 y el 9 de enero de 1926. Cada uno de los miembros de la junta ejercía la presidencia de la república durante una semana de forma rotativa.
En 1938 fue elegido representante de la provincia de la Guayas en la Asamblea Constituyente de 1938. Una vez instalada fue nombrado presidente de la Asamblea.
También participó y fue presidente de la Asamblea Constituyente de 1944.
Otros cargos públicos que ocupó incluyen ministro de educación pública y embajador de Ecuador en el Reino Unido y en Venezuela.